# Операція «Марс»
Операція «Марс», також Друга Ржевсько-Сичовська операція (25 листопада — 20 грудня 1942) — невдала спроба стратегічної наступальної операції радянських військ Калінінського й Західного фронтів, проведена під загальним керівництвом маршала Радянського Союзу Г. К. Жукова, з метою розгрому німецької 9-ї польової армії (генерал-полковник В.Модель) групи армій «Центр», що оборонялася на Ржевсько-Вяземському виступі.

## Історія

### Передумови
Під час Московської битви 1941—1942 років радянські війська — в рамках загального радянського наступу майже на всьому протязі німецько-радянського фронту — спробували оточити і знищити війська 9-ї польової та 4-ї танкової армії групи армій «Центр» у районі Ржева і Вязьми.
8 січня 1942 року війська Калінінського генерал-полковника Конєва І. С.  та Західного генерала армії Жукова Г. К. фронтів успішно прорвали слабку та дезорганізовану німецьку оборону, і за підтримки формувань Північно-Західного і Брянського фронтів, що діяли на флангах, практично оточили німецьке угруповання в районі Вязьми. Її постачання здійснювалося тільки залізницею Смоленськ — Вязьма — Ржев, якій радянські війська загрожували і з півночі, і з півдня. Якби ця дорога була перерізана між Смоленськом і Вязьмою, то доля цих двох німецьких армій була б вирішена. Однак німцям вдалося шляхом вмілого маневрування силами та засобами закрити провали в обороні після прориву в напрямку Вязьми радянських з'єднань, і відрізати їх від основних сил своїх фронтів. Наприкінці січня — початку лютого в повному оточенні опинилися 29-та генерал-майора Швецова В. І. та 33-тя генерала Єфремова М. Г. армії та кавгрупа Бєлова П. О.. На допомогу їм був скинутий 4-й повітрянодесантний корпус, але це не виправило положення.
Влітку 1942 року було зроблено нову спробу оточення німецьких військ на ржевському виступі. Під час Першої Ржевсько-Сичовської операції війська Західного (командувач — генерал армії Жуков Г. К.) та Калінінського (командувач генерал-полковник Конєв І. С.) фронтів знову не змогли прорвати німецьку оборону і зазнали величезних втрат. Причинами невдач були недооцінка противника, слабка взаємодія авіації та наземних військ, неправильне застосування танкових військ та прорахунки Жукова Г. К.
Командування вермахту приділяло велику увагу Ржевско-Сичовському виступу (або як його називали німці «Ржевському трикутнику») як плацдарму для майбутнього наступу на міста Калінін і далі на Москву. Перебуваючи в 120 км від Калініна і в 200 км від Москви, і будучи великим комунікаційним вузлом залізничного транспорту й шосейних доріг, Ржевський виступ був вкрай вигідний в оперативному відношенні район для наступу на північ, північний схід і схід.

### Підготовка до чергового наступу
Для проведення операції «Марс» радянські війська Калінінського і Західного фронтів за підтримки сил Московської зони оборони зосередили майже 1,9 мільйона осіб, понад 24 тисяч гармат і мінометів, 3300 танків і 1100 літаків. За доповіддю Жукова Г. К., ударне угруповання Червоної армії на цьому напрямку складалося з 31 % людських ресурсів, 32 % артилерії, майже 50 % бронетанкових військ, більше 35 % від усіх радянських військ, і ці величезні ресурси були зосереджені на ділянці, що становила 17 % від загальної протяжності фронту. Для порівняння, три радянські фронти в районі Сталінграду перед початком операції «Уран» мали трохи більше ніж 1 млн військ, яких підтримувало близько 15 тисяч гармат і мінометів, 1400 танків і трохи більше 900 літаків.
Всього у наступі брали участь сім армій з сімнадцяти, що входили до складу Калінінського і Західного фронтів: 41-ша, 22-га, 39-та, 30-та, 31-ша, 20-та і 29-та. 25 листопада командувачам 5-ї і 33-ї армій було визначено дату переходу в наступ — 1 грудня. Проте, запланований наступ цих двох армій не відбувся внаслідок невдачі першого етапу операції. На першому етапі операції на напрямках головних ударів брали участь сили, еквівалентні 33,5 розрахункових радянських дивізій. Проти них у першій лінії оборони було 7 — 8 німецьких. Для розвитку прориву в ході першого етапу залучалися чотири рухомих корпуси: 1-й і 3-й механізовані, 6-й танковий і 2-й гвардійський кавалерійський; в подальшому повинен був приєднатися 5-й танковий корпус (у складі 33-ї армії).
Західний фронт під командуванням Конєва І. С. мав, прорвавши оборону противника на ділянці Велике Кропотово-Яригіно, до 15 грудня опанувати Сичовку і спільно з наступаючою із заходу 41-ю армією Калінінського фронту під командуванням генерала Пуркаєва М. О. оточити противника в районі Ржева й не пізніше 23 грудня 1942 року взяти Ржев.
1 жовтня 1942 року командувач 20-ї армії генерал-майор Кірюхін М. І. отримав директиву Західного фронту № 0289/ОП на проведення операції «Марс», в якій визначалося завдання на знищення Ржевсько-Сичовського угруповання противника силами 29-ї, 30-ї, 31-ї і 20-ї армій (30-та армія повинна була наступати на Ржев з півночі, 31-ша мала завдання наступати в смузі Ржев-Осуга, 20-та — наступала на фронті Осуга-Сичовка, а 29-та армія своїм правим флангом мала сприяти 20-ій армії в оволодінні містом Сичовка) спільно з Калінінським фронтом, наступаючим із заходу на схід з метою вийти в тил Ржевсько-Сичовського угруповання.
У смузі наступу Західного фронту головний удар на напрямку зосередження основних зусиль завдавала 20-та армія генерала Кірюхіна М. І., посилена 6-м танковим та 2-м гвардійським кавалерійським корпусами. Відповідно до задуму наступальна операція планувалася у два етапи. На першому етапі 20-та армія мала прорвати оборону противника і вийти до залізниці Ржев-Сичовка та до підходу оперативних резервів оволодіти містом Сичовка. На другому етапі планувалося протягом 3-4 днів, у взаємодії з частинами Калінінського фронту, оточити і повністю знищити Ржевське угруповання противника.
На напрямках головних ударів перевага радянських військ в особовому складі становила 4:1, по танках — 10:1.
Термін готовності, згідно Директиви штабу Західного фронту, визначався на 12 жовтня 1942 року. До початку наступу командування провело командно-штабну гру, в ході якої ще раз було підтверджено, наскільки злагоджено взаємодію різних родів військ по етапах і днях. В процесі гри була виявлена низка недоробок, які на місці виправлялися. Однак, термін початку наступу був відкладений до особливого розпорядження; після кількох переносів було визначено 25 листопада 1942 року.

### Положення військ вермахту
Ржевсько-Вяземський виступ до початку радянської операції «Марс» обороняла 9-та польова армія під командуванням генерал-полковника Вальтера Моделя. За станом на 15 листопада 1942 року периметр Ржевського виступу обороняли: VI армійський корпус (2-га авіапольова, 7-ма повітряна і 197-ма піхотна дивізії), XXXXI танковий корпус (330-та і 205-та піхотні дивізії, полк 328-ї піхотної дивізії), XXIII армійський корпус (246-та, 86-та, 110-та, 253-тя і 206-та піхотні дивізії, полк 87-ї піхотної і полк 10-ї моторизованої дивізії), XXVII армійський корпус (95-та, 72-га, 256-та, 129-та, 6-та і 251-ша піхотні дивізії, два полки 87-ї піхотної дивізії), XXXIX танковий корпус (337-ма, 102-га і 78-ма піхотні, 5-та танкова дивізія). Крім того, в підпорядкуванні штабу 9-ї армії перебували: дві моторизовані дивізії (14-та і «Велика Німеччина»), 1-ша і 9-та танкові дивізії, танковий батальйон 11-ї танкової дивізії (37 танків), кавалерійська дивізія СС. У першій лінії оборони з мобільних з'єднань німців, на які припали потужні удари Червоної армії була тільки 5-та танкова дивізія. Але і вона перебувала в процесі ротації на 78-му піхотну дивізію. Це дозволило Моделю тримати у своїх руках досить сильний рухомий резерв для відбивання радянського наступу.

### Хід битви
Зранку 25 листопада 1942 року після 1,5-годинної артилерійської підготовки одночасно на трьох напрямках почалася наступальна операція військ Західного і Калінінського фронтів. Однак, через різке погіршення погоди, туман, та особливо сильний снігопад, що розпочався практично у той же час, погана видимість завадила спостерігачам коригувати роботу артилерії, — вогонь вівся по площах, що не дозволило повною мірою придушити заздалегідь підготовлені вузли оборони противника.
Дві армії Західного фронту (20-та генерал-майора Кірюхіна М. І. і 31-ша генерал-майора Поленова В. С.) атакували східний фас Ржевського виступу на південь від Зубцова, у 40-кілометровій смузі вздовж річок Вазуза і Осуга (на напрямку оборони німецького 39-го танкового корпусу генерала танкових військ Ганс-Юргена фон Арніма), одночасно намагаючись перекрити підхід військ і резервів під Ржев, шляхом відрізання прилеглої залізниці. Німецька піхота, яка покинула передній край на час артпідготовки, з початком наступу повернулася в траншеї і чинила запеклий опір піхоті і танкам, проводячи контратаки і повільно відходячи на другу оборонну смугу. Німці спішно посилювали другий оборонний рубіж, підтягували резерви (в тому числі навіть тилові, саперні і будівельний частини — всі доступні оперативні резерви). Наступ відбувався повільніше, ніж це планувалося. Так, наступ 31-ї армії відразу ж застопорився. 88-ма, 239-та, 336-та стрілецькі дивізії, 32-га і 145-та танкові бригади 31-ї армії атакували ворожі позиції на рівнині між річками Осуга і Вазуза. Вони були зустрінуті щільним вогнем опорних пунктів німців, які виявилися непридушеними і до полудня втратили 50 % людей і майже всі танки. Наступні спроби прорвати передній край оборони 102-ї піхотної дивізії виявилися марними, і відігравати активну роль в операції армія припинила в перший же день. Втім 20-та армія, посилена двома потужними корпусами, продовжувала вести наступальні дії.
Одночасно із західного фасу виступу завдали удару дві армії Калінінського фронту: 22-га армія генерал-лейтенанта Юшкевича В. О. і 41-ша армія генерал-майора Тарасова Г. Ф. 41-ша армія за підтримки 1-го механізованого корпусу генерал-майора Соломатіна М. Д., атакувала в районі міста Білий на ділянці німецького 41-го танкового корпусу генерала танкових військ Й. Гарпе. 22-га армія за підтримки 3-го механізованого корпусу генерал-майора Катукова М. Ю. наступала в долині річки Лучоси.
39-та армія Калінінського фронту генерал-майора Зигіна О. І., що завдавала допоміжний удар, форсувала річку Молодий Туд у смузі дії німецького 23-го корпусу генерала Карла Гільперта і зайняла Урдом.
У смузі наступу 20-ї армії відразу після переправи 6-й танковий корпус з ходу оволодів кількома ключовими населеними пунктами другої лінії оборони вермахту і до 12:00 вийшов на залізницю Ржев-Сичовка. Однак танковий корпус відірвався від стрілецьких і кавалерійських частин, діяв самостійно, тому після проходу радянських танків, підрозділи німецької армії знову займали опорні пункти і не допускав просування наступаючої піхоти і кінноти, ізолювавши в такий спосіб ударні угруповання від головних сил. 2-й гвардійський кавалерійський корпус лише частково зміг переправитися на західний берег. Передові його частини перейшли в наступ і, вклинилися в другу лінію німецької оборони, звільнили кілька основних опорних пунктів і утримували їх. Проте, німецьким військам вдалося зупинити радянський наступ. 29 листопада — 5 грудня північніше Сичовки війська 20-ї армії, 6-го танкового, 2-го гвардійського кавалерійського та 1-го механізованого корпусів були розгромлені. Підрозділи цих об'єднань відрізані від основних сил були змушені прориватися з боями з оточення. Причому більшість бойових машин, у яких закінчилося пальне, було кинуті напризволяще в лісах і болотах, через які довелося пробиватися радянським військам.
Частина військ радянської 41-ї армії Калінінського фронту, що атакували в районі міста Білий, також опинилася в «мішку», який організували перекинуті частини німецького 30-го армійського корпусу генерала Фреттер-Піко. До 8 грудня вони були повністю оточені і пізніше зуміли вирватися з кільця, лише втративши майже всю техніку. Залишки ударних з'єднань обох фронтів продовжували виходити з оточення аж до початку січня 1943 року.
22-га і 39-та армії також не змогли вирватися на оперативний простір, були контратаковані і зупинені на вихідних рубежах.
8 грудня Ставка ВГК видала нову директиву Західному фронту на продовження наступу. На цей раз йому ставилося завдання «протягом 10-11 грудня прорвати оборону противника на ділянці Велике Кропотово, Яригіно і до 15 грудня опанувати Сичовка». Головний удар, як і раніше, завдавала 20-та армія, яку замість генерал-майора Кірюхіна М. І. очолив генерал-лейтенант Хозін М. С. Ударне рухливе угруповання фронту включало 6-й і 5-й танкові та 2-й гвардійський кавалерійський корпуси. Командування Західного фронту зменшило смуги прориву стрілецьких дивізій до 1-1,5 км і довело щільність гармат і мінометів до 130 одиниць на 1 км ділянки прориву.
11 грудня почався другий етап наступу на річці Вазуза. Але через відсутність раптовості цього удару в умовах, коли боєздатність військ була ослаблена через невдачі першого наступу, позбавила радянське командування здобути успіх. Стрілецькі і танкові з'єднання і частини втягнулися в бої за укріплені населені пункти, і діяли на роз'єднаних напрямках, вирішуючи поодинокі тактичні завдання, до того ж зазнаючи великих втрат у живій силі та техніці. Вже на третій день наступ генерал армії Жуков Г. К. віддав наказ об'єднати танки 5-го і 6-го танкових корпусів, що залишилися, у дві зведені бригади. Але до 20 грудня і вони втратили усі бойові машини.

## Результати
Основними причинами невдачі операції «Марс» та великих втрат радянських військ, були: глибокоешелонована оборона німців на цьому напрямку і перенесення термінів операції на більш пізній термін. Дата початку наступу відкладалася радянським командуванням майже на півтора місяці, з 12 жовтня на 25 листопада, що повністю позбавило операцію фактору раптовості. Крім того, радянським військам протистояли під Ржевом і Білим чисто німецькі з'єднання (вважалися більш досвідченими); тоді як на південному крилі фронту — під Сталінградом — головний удар припав проти менш стійких союзних вермахту дивізій румунських та італійських військ.
Багато помилок при проведенні операції були характерними для командування радянських об'єднань і, по-суті, перекочували з попередніх наступальних операцій Червоної армії на цьому напрямку: недостатня щільність артилерійського вогню, погана розвідка, слабка навченість наземних військ, відсутність їх підтримки з боку авіації тощо. На тактичному рівні відмічалися «низький ступінь бойової підготовки і тактичної виучки» радянських дивізій; відверто говорилося, що «деякі підрозділи піхоти діяли некерованою юрбою. Бойових порядків на поле бою не було, маневр був відсутній». Стрільці не вміли швидко долати дротяні загородження, годинами лежали під вогнем противника, погано окопувалися і зазнавали великих втрат. Піхота не давала цілевказань для артилерії, дротовий зв'язок часто порушувався, а дублюючий не застосовувався. Багато підрозділів наступали наосліп, тоді як їх командири перебували в бліндажах.
Проведена під Ржевом спроба наступу обійшлася надзвичайно високими втратами для Червоної армії. На думку американського військового історика Д. Гланца, загальні втрати радянських військ в операції склали 335 тисяч осіб, 1847 танків, 127 літаків. Дослідник С. А. Герасимова погоджується з тим, що операція «Марс» фактично провалилася і наводить німецькі підрахунки радянських втрат: від 50-80 % особового складу і техніки. За радянськими даними (які відрізняються від даних Глантца і Герасимової) безповоротні втрати РСЧА в ході наступу становили 70,4 тис. осіб і 1366 танків.